# 54.ª edición de los Premios Óscar
La 54.ª edición de los Óscar premió a las mejores películas de 1981. Organizada por la Academia de Artes y Ciencias Cinematográficas, tuvo lugar en el Dorothy Chandler Pavilion de Los Ángeles el 29 de marzo de 1982. La ceremonia fue presentada por Johnny Carson.
Carros de fuego ganó cuatro estatuíllas, incuida la de mejor película. Otros ganadores fueron Raiders of the Lost Ark con cinco premios, On Golden Pond y Reds con tres.

## Candidaturas

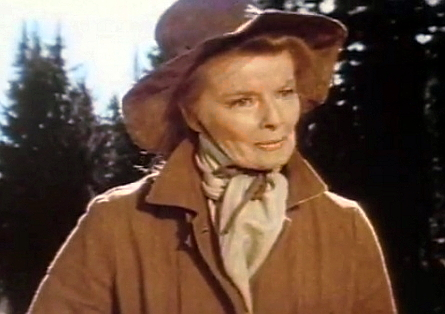
Katharine Hepburn, ganadora como mejor actriz.

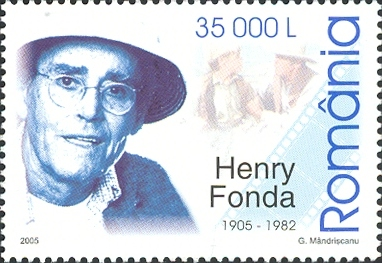
Henry Fonda, ganador como mejor actor.

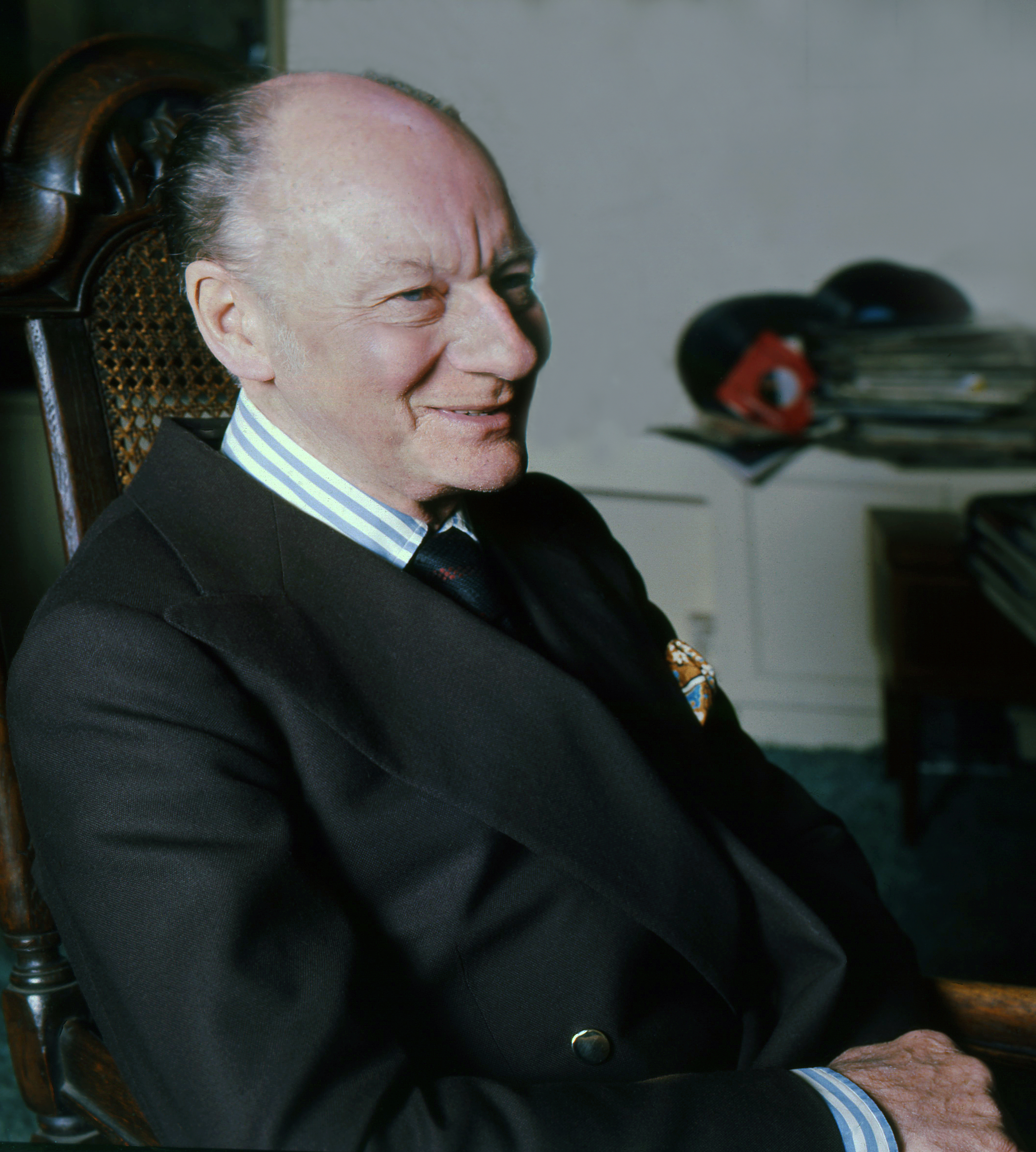
John Gielgud, ganador como mejor actor de reparto.

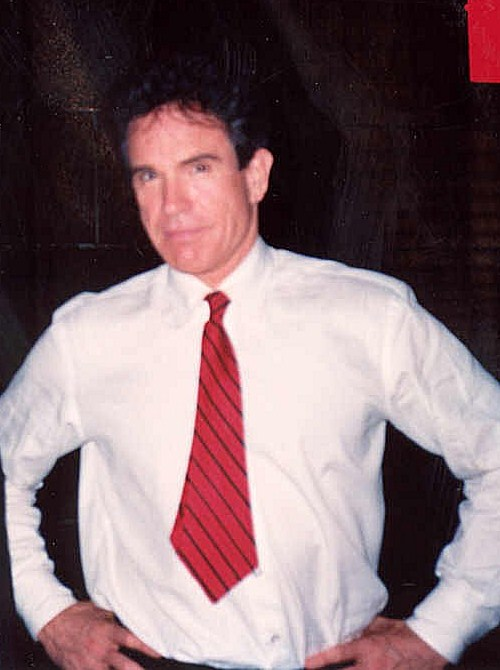
Warren Beatty, ganador como mejor director.

Indica el ganador dentro de cada categoría, mostrado al principio y resaltado en negritas y en letras pequeñas se indican los presentadores. A continuación se listan los nominados y ganadores:
| Mejor películaPresentado por:Loretta YoungChariots of Fire (Carros de fuego) – David Puttnam productor - Atlantic City – Denis Héroux y John Kemeny productores - On Golden Pond (En el estanque dorado) – Bruce Gilbert productor - Raiders of the Lost Ark (En busca del arca perdida) – Frank Marshall productor - Reds (Rojos) – Warren Beatty productor | Mejor directorPresentado por: Jack Lemmon y Walter MatthauWarren Beatty - Reds (Rojos) - Louis Malle - Atlantic City - Hugh Hudson - Chariots of Fire (Carros de fuego) - Mark Rydell - On Golden Pond (En el estanque dorado) - Steven Spielberg - Raiders of the Lost Ark (En busca del arca perdida) |
| Mejor actor Presentado por: Sissy Spacek Henry Fonda - On Golden Pond (En el estanque dorado) como Norman Thayer Jr. - Warren Beatty – Reds (Rojos) como John Silas "Jack" Reed - Burt Lancaster – Atlantic City como Lou Pascal - Dudley Moore – Arthur (Arthur, el soltero de oro) como Arthur Bach - Paul Newman – Absence of Malice (Ausencia de malicia) como Michael Gallagher | Mejor actriz Presentado por: Jon Voight Katharine Hepburn - On Golden Pond (En el estanque dorado) como Ethel Thayer - Diane Keaton – Reds (Rojos) como Louise Bryant - Marsha Mason – Only When I Laugh (Sólo cuando me río) como Georgia Hines - Susan Sarandon – Atlantic City como Sally Matthews - Meryl Streep – The French Lieutenant's Woman (La mujer del teniente francés) como Sarah Woodruff/Anna |
| Mejor actor de reparto Presentado por: Carol Burnett y Joel Grey. John Gielgud - Arthur (Arthur, el soltero de oro) como Hobson - James Coco – Only When I Laugh (Sólo cuando me río) como Jimmy Perrino - Ian Holm – Chariots of Fire (Carros de fuego) como Sam Mussabini - Jack Nicholson – Reds (Rojos) como Eugene O'Neill - Howard E. Rollins, Jr. – Ragtime como Coalhouse Walker Jr. | Mejor actriz de reparto Presentado por: Carol Burnett y Joel Grey Maureen Stapleton - Reds (Rojos) como Emma Goldman - Melinda Dillon – Absence of Malice (Ausencia de malicia) como Teresa Perrone - Jane Fonda – On Golden Pond (En el estanque dorado) como Chelsea Thayer Wayne - Joan Hackett – Only When I Laugh (Sólo cuando me río) como Toby Landau - Elizabeth McGovern – Ragtime como Evelyn Nesbit |
| Mejor guion original Presentado por: Jerzy Kosinski Chariots of Fire (Carros de fuego) - Colin Welland - Absence of Malice (Ausencia de malicia) - Kurt Luedtke - Arthur (Arthur, el soltero de oro) - Steve Gordon - Atlantic City - John Guare - Reds (Rojos) - Warren Beatty y Trevor Griffiths | Mejor guion adaptado Presentado por: Jerzy Kosinski On Golden Pond (En el estanque dorado) - Ernest Thompson basada en su propia obra de teatro - The French Lieutenant's Woman (La mujer del teniente francés) - Harold Pinter basada en la novela homónima de John Fowles - Pennies from Heaven (Dinero caído del cielo) - Dennis Potter basada en la serie de televisión - El príncipe de la ciudad - Jay Presson Allen y Sidney Lumet basada en la novela de Robert Daley - Ragtime - Michael Weller basada en la novela homónima de E. L. Doctorow |
| Mejor película de habla no inglesa Presentado por: Jack Valenti y Ornella Muti Mefisto, de István Szabó (Hungría) - Das Boot ist voll (La barca está llena), de Markus Imhoof (Suiza) - Czlowiek z zelaza (El hombre de hierro), de Andrzej Wajda (Polonia) - Doro no kawa (Muddy River), de Kōhei Oguri (Japón) - Tre fratelli (Tres hermanos), de Francesco Rosi (Italia) | Mejor documental largo Presentado por: Richard Benjamin y Paula Prentiss Genocidio – Arnold Schwartzman y Rabí Marvin Hier - Against Wind and Tide: A Cuban Odyssey – Suzanne Bauman, Paul Neshamkin y Jim Burroughs - Brooklyn Bridge – Ken Burns - Eight Minutes to Midnight: A Portrait of Dr. Helen Caldicott – Mary Benjamin, Susanne Simpson y Boyd Estus - El Salvador: Another Vietnam – Glenn Silber y Tete Vasconcellos |
| Mejor documental corto Presentado por: Richard Benjamin y Paula Prentiss Close harmony – Nigel Noble - Americas in Transition – Obie Benz - Journey for Survival – Dick Young - See What I Say – Linda Chapman, Pam LeBlanc y Freddi Stevens - Urge to Build – Roland Hallé y John Hoover | Mejor cortometraje de ficción Presentado por: Paul Williams y Debra Winger Violet – Paul Kemp y Shelley Levinson - Couples and Robbers – Christine Oestreicher - First Winter – John N. Smith |
| Mejor cortometraje animado Presentado por: Paul Williams y Debra Winger Crac – Frédéric Back - The Creation – Will Vinton - The Tender Tale of Cinderella Penguin – Janet Perlman | Mejor banda sonora original Presentado por: William Hurt, Kathleen Turner y Liberace Chariots of Fire (Carros de fuego) - Vangelis - Dragonslayer (El dragón del lago de fuego) - Alex North - On Golden Pond (En el estanque dorado) - Dave Grusin - Ragtime - Randy Newman - Raiders of the Lost Ark (En busca del arca perdida) - John Williams |
| Mejor canción original Presentado por: Bette Midler "Arthur's Theme (Best That You Can Do)" de Arthur (Arthur, el soltero de oro) – Música de Burt Bacharach y letra de Carole Bayer Sager, Christopher Cross y Peter Allen - Endless love de Endless Love (Amor sin fin) – Música y letra de Lionel Richie - The first time it happens de The Great Muppet Caper (El Gran Golpe de los Teleñecos) – Música y letra de Joe Raposo - For your eyes only de For Your Eyes Only (Sólo para sus ojos) – Música de Bill Conti y letra de Mick Leeson - One more hour de Ragtime – Música y letra de Randy Newman | Mejor sonido Presentado por:Christopher Atkins y Kristy McNichol Raiders of the Lost Ark (En busca del arca perdida) – Bill Varney, Steve Maslow, Gregg Landaker y Roy Charman - On Golden Pond (En el estanque dorado) - Richard Portman y David Ronne - Outland (Atmósfera Cero) - John K. Wilkinson, Robert W. Glass, Jr., Robert M. Thirlwell y Robin Gregory - Pennies from Heaven (Dinero caído del cielo) - Michael J. Kohut, Jay M. Harding, Richard Tyler y Al Overton - Reds (Rojos) - Dick Vorisek, Tom Fleischman y Simon Kaye |
| Mejor diseño de vestuario Presentado por: Robert Hays y Morgan Fairchild Chariots of Fire (Carros de fuego) – Milena Canonero - The French Lieutenant's Woman (La mujer del teniente francés) - Tom Rand - Pennies from Heaven (Dinero caído del cielo) - Bob Mackie - Ragtime - Anna Hill Johnstone - Reds (Rojos) - Shirley Russell | Mejor dirección de arte Presentado por: Howard E. Rollins Jr. y Karen Allen Raiders of the Lost Ark (En busca del arca perdida) – Dirección artística: Norman Reynolds y Leslie Dilley; Decorados: Michael Ford - The French Lieutenant's Woman (La mujer del teniente francés) – Dirección artística: Assheton Gorton; Decorados: Ann Mollo - Heaven's Gate (La puerta del cielo) – Dirección artística: Tambi Larsen; Decorados: Jim Berkey - Ragtime – Dirección artística: John Graysmark, Patrizia Von Brandenstein y Anthony Reading; Decorados: George de Titta, Sr., George de Titta, Jr. y Peter Howitt - Reds (Rojos) – Dirección artística: Richard Sylbert; Decorados: Michael Seirton |
| Óscar a la mejor fotografía Presentado por: Chevy Chase y Rachel Ward Reds (Rojos) – Vittorio Storaro - Excalibur - Alex Thomson - On Golden Pond (En el estanque dorado) - Billy Williams - Ragtime - Miroslav Ondříček - Raiders of the Lost Ark (En busca del arca perdida) - Douglas Slocombe | Mejor montaje Presentado por: Harry Hamlin y Ursula Andress Raiders of the Lost Ark (En busca del arca perdida) – Michael Kahn - Chariots of Fire (Carros de fuego) - Terry Rawlings - The French Lieutenant's Woman (La mujer del teniente francés) - John Bloom - On Golden Pond (En el estanque dorado) - Robert L. Wolfe - Reds (Rojos) - Dede Allen y Craig McKay |
| Óscar al mejor maquillaje Presentado por: Kim Hunter y Vincent Price An American Werewolf in London (Un hombre lobo americano en Londres) – Rick Baker - Heartbeeps - Stan Winston | Óscar a los mejores efectos visuales Presentado por: Dan Aykroyd Raiders of the Lost Ark (En busca del arca perdida) – Richard Edlund, Kit West, Bruce Nicholson y Joe Johnston - Dragonslayer (El dragón del lago de fuego) - Dennis Muren, Phil Tippett, Ken Ralston y Brian Johnson |
| Óscar a los mejores efectos sonoros Presentado por: Dan Aykroyd Raiders of the Lost Ark (En busca del arca perdida) – Ben Burtt y Richard L. Anderson | |

### Óscar Honorífico
- Barbara Stanwyck

### Premio Humanitario Jean Hersholt
- Danny Kaye

### Premio Irving Thalberg
- Albert R. Broccoli

### Premio Gordon E. Sawyer
- Joseph B. Walker

## Premios y nominaciones múltiples
| Película                                                             | Nominaciones | Premios |
| -------------------------------------------------------------------- | ------------ | ------- |
| Raiders of the Lost Ark (En busca del arca perdida)                  | 8            | 5       |
| Chariots of Fire (Carros de fuego)                                   | 7            | 4       |
| Reds (Rojos)                                                         | 12           | 3       |
| On Golden Pond (En el estanque dorado)                               | 11           | 3       |
| Arthur (Arthur, el soltero de oro)                                   | 4            | 2       |
| An American Werewolf in London (Un hombre lobo americano en Londres) | 1            | 1       |
| Mefisto                                                              | 1            | 1       |
| Ragtime                                                              | 8            | 0       |
| Atlantic City                                                        | 5            | 0       |
| The French Lieutenant's Woman (La mujer del teniente francés)        | 5            | 0       |
| Absence of Malice (Ausencia de malicia)                              | 3            | 0       |
| Pennies from Heaven (Dinero caído del cielo)                         | 3            | 0       |
| Only When I Laugh (Sólo cuando me río)                               | 3            | 0       |
| Dragonslayer (El dragón del lago de fuego)                           | 2            | 0       |